# کنتو یامازاکی
کنتو یامازاکی (山﨑賢人 Yamazaki Kento, زادهٔ ۷ سپتامبر ۱۹۹۴) بازیگر و مدل ژاپنی است. او بیشتر به خاطر ایفای نقش در مجموعهٔ تلویزیونی لایو اکشن دفتر مرگ (۲۰۱۵) در نقش ال و نقش اصلی میناتو شیندو در درام پزشکی ژاپنی دکتر خوب (۲۰۱۸) و بازی در فیلم‌های ال دی‌کی (۲۰۱۴)، هروئین شیککاکو (۲۰۱۵)، پرتقال (۲۰۱۵)، و پادشاهی (۲۰۱۹) و همین‌طور مجموعهٔ نتفلیکس، آلیس در سرزمین مرزی شناخته می‌شود. او زیر نظر آژانس استعداد یابی ژاپنی، استارداست پروموشن است.

## فیلم‌شناسی

### فیلم
| سال  | عنوان                                     | نقش                                | توضیحات      | منابع  |
| ---- | ----------------------------------------- | ---------------------------------- | ------------ | ------ |
| ۲۰۱۱ | کنترل تاور                                | کاکه‌رو                             | نقش اصلی     | [ ۴ ]  |
| ۲۰۱۲ | بال‌های کیرین                              | تاتسویا سوگینو                     |              | [ ۴ ]  |
| ۲۰۱۲ | دیگری                                     | کویی‌چی ساکاکی‌بارا                  | نقش اصلی     | [ ۵ ]  |
| ۲۰۱۲ | جهان تعقیب ۳                              | سوگورو                             | نقش اصلی     | [ ۴ ]  |
| ۲۰۱۲ | جهان تعقیب ۵                              | سوگورو                             |              | [ ۶ ]  |
| ۲۰۱۲ | کیو، کویی او هاجی‌مه‌ماسو                   | نیشیکی هاسه‌گاوا                    |              | [ ۴ ]  |
| ۲۰۱۳ | جینکس!!!                                  | یوسوکه نومورا                      |              | [ ۴ ]  |
| ۲۰۱۴ | ال دی‌کی                                   | شوسه‌ای کوگایاما                    | نقش اصلی     | [ ۷ ]  |
| ۲۰۱۵ | هروئین شیککاکو                            | ریتا تاراساکا                      |              | [ ۸ ]  |
| ۲۰۱۵ | پرتقال                                    | کاکه‌رو ناروسه                      | نقش اصلی     | [ ۴ ]  |
| ۲۰۱۶ | دروغ تو در آوریل                          | کوسه‌ای آریما                       | نقش اصلی     | [ ۴ ]  |
| ۲۰۱۶ | دختر گرگ و شاهزاده سیاه                   | کیویا ساتا                         | نقش اصلی     | [ ۴ ]  |
| ۲۰۱۶ | یو کایی واچ                               | کینگ اِنما                          |              | [ ۴ ]  |
| ۲۰۱۷ | دوستان یک هفته‌ای                          | یوکی هاسه                          | نقش اصلی     | [ ۴ ]  |
| ۲۰۱۷ | فرشته شعر                                 | [مردی که در جلسه توجیهی حضور دارد] | حضور افتخاری | [ ۹ ]  |
| ۲۰۱۷ | ماجراجویی عجیب جوجو: الماس نشکن است فصل ۱ | جوسوکا هیگاشیکاتا                  | نقش اصلی     | [ ۱۰ ] |
| ۲۰۱۷ | سایکیک کوسوئو: زندگی مصیبت‌بار سایکی کی.   | کوسوئو سایکی                       | نقش اصلی     | [ ۴ ]  |
| ۲۰۱۷ | هویوکا: اسرار ممنوعه                      | هوتارو اوره‌کی                      | نقش اصلی     | [ ۴ ]  |
| ۲۰۱۸ | جنگل پشم وفولاد                           | نائوکی تومورا                      | نقش اصلی     | [ ۴ ]  |
| ۲۰۱۹ | پادشاهی                                   | شین                                | نقش اصلی     | [ ۱۱ ] |
| ۲۰۱۹ | نی‌نوکونی                                  | یو (صدا)                           | نقش اصلی     | [ ۱۲ ] |
| ۲۰۲۰ | ووتاکویی: عشق برای اوتاکو سخته            | هیروتاکا نیفوجی                    | نقش اصلی     | [ ۴ ]  |
| ۲۰۲۰ | تئاتر: یک داستان عاشقانه                  | ناگاتا                             | نقش اصلی     | [ ۱۳ ] |
| ۲۰۲۰ | موساشی سامورایی دیوانه                    | چوسوکه                             |              | [ ۱۴ ] |
| ۲۰۲۱ | دری به سوی تابستان                        | سویی‌چیرو تاکاکورا                  | نقش اصلی     | [ ۱۵ ] |
| ۲۰۲۲ | پادشاهی ۲                                 | شین                                | نقش اصلی     | [ ۱۶ ] |
| ۲۰۲۳ | پادشاهی ۳                                 | شین                                | نقش اصلی     | [ ۱۷ ] |
| ۲۰۲۴ | پیشگو                                     | آبه نو سیمی                        | نقش اصلی     |        |

### تلویزیون
| سال       | عنوان                                   | نقش               | توضیحات               | منابع  |
| --------- | --------------------------------------- | ----------------- | --------------------- | ------ |
| ۲۰۱۰      | آتامی نو سوساکان                        | شین‌یا شیجیما      |                       | [ ۱۸ ] |
| ۲۰۱۰      | کلون بیبی                               | جوتارو اوکابه     |                       | [ ۱۹ ] |
| ۲۰۱۱      | فراری‌ها: برای عشق تو                    | پاندا             |                       | [ ۲۰ ] |
| ۲۰۱۲      | خانم معلم دو رو                         | شونسوکه یاسودا    |                       | [ ۲۱ ] |
| ۲۰۱۳      | ۳۵-سایی نو کوکوسی                       | ریو آکوتسو        |                       | [ ۲۲ ] |
| ۲۰۱۳      | صبحانه خانواده ساتو، شام خانواده سوزوکی | تاکومی ساتو       | فیلم تلویزیونی        | [ ۲۳ ] |
| ۲۰۱۴      | تیم باتیستا ۴: رادن می‌کیو               | آئویی ساکورانومیا |                       | [ ۲۴ ] |
| ۲۰۱۴      | واترپلو یانکیز                          | ریوجی می‌فونه      |                       | [ ۲۵ ] |
| ۲۰۱۴      | یوواکوته‌مو کاته‌ماسو                     | کوکی ئه‌باتو       |                       | [ ۲۶ ] |
| ۲۰۱۵      | ماره                                    | کیتا کونتانی      | آسادورا               | [ ۲۷ ] |
| ۲۰۱۵      | Eternal Us Sea Side Blue                | تاکو ناگاتا       | فیلم تلویزیونی        | [ ۲۸ ] |
| ۲۰۱۵      | دفتر مرگ                                | ال                |                       | [ ۲۹ ] |
| ۲۰۱۶      | سوکی‌ناهیتو گا ایرو کوتو                 | کاناتا شیباساکی   |                       | [ ۳۰ ] |
| ۲۰۱۷      | ریکو                                    | دایچی میازاوا     |                       | [ ۳۱ ] |
| ۲۰۱۸      | تودومه نو کیس                           | اوتارو دوجیما     | نقش اصلی              | [ ۳۲ ] |
| ۲۰۱۸      | دکتر خوب                                | می‌ناتو شین‌دو      | نقش اصلی              | [ ۳۳ ] |
| ۲۰۱۸      | کیو کارا اوره وا                        | کاتوری            | قسمت ۱۰؛ حضور افتخاری | [ ۳۴ ] |
| ۲۰۱۹      | بازپرس محدودیت زمانی ۲۰۱۹               | شوتا آمایا        | قسمت ۸                | [ ۳۵ ] |
| ۲۰۲۰      | من فقط ۱۷ سالمه                         | [Passer-by]       | قسمت ۴؛ حضور افتخاری  | [ ۳۶ ] |
| ۲۰۲۰–۲۰۲۲ | آلیس در سرزمین مرزی                     | ریوهی آریسو       | نقش اصلی؛ ۲ فصل       | [ ۳۷ ] |
| ۲۰۲۲      | Atom's Last Shot                        | نایوتا آزومی      | نقش اصلی              | [ ۳۸ ] |